# Carol Burnett Award

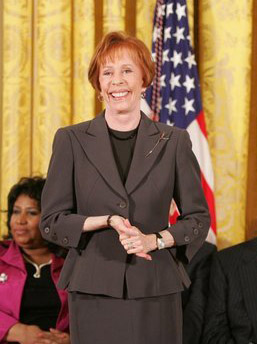
Carol Burnett

De Carol Burnett Award voor een gehele televisiecarrière wordt sinds 2019 uitgereikt tijdens de Golden Globe Award-ceremonie. De prijs werd genoemd naar actrice en comédienne Carol Burnett. Sinds 1952 bestaat er een gelijkaardige prijs voor film, namelijk de Cecil B. DeMille Award.

## Ontvangers
De volgende personen hebben de Carol Burnett Award ontvangen:
- 2019: Carol Burnett
- 2020: Ellen DeGeneres
- 2021: Norman Lear
- 2022: Niet uitgereikt
- 2023: Ryan Murphy
- 2024: Niet uitgereikt
- 2025: Ted Danson